# روزگار شراب و گل‌های سرخ (سریال)
روزگار شراب و گل‌های سرخ (به انگلیسی: Days of Wine and Roses) دومین قسمت از فصل سوم سریال «Playhouse 90» محصول شبکه CBS در سال ۱۹۵۸ میلادی است. این اثر به مشکلات الکلیسم می‌پردازد. کارگردان فیلم جان فرانکن‌هایمر و بازیگران اصلی این فیلم کلیف رابرتسون، پایپر لوری و چارلز بیکفورد می‌باشند. 

کلیف رابرتسون و پایپر لوری در سال ۱۹۵۸ در تولید جان فرانکن‌هایمر از روزگار شراب و گل رز JP Miller برای Playhouse 90.

- فیلم سینمایی روزگار شراب و گل‌های سرخ (۱۹۶۲)